# Zelenîi Hai, Znameanka
Zelenîi Hai (în ucraineană Зелений Гай) este un sat în comuna Trepivka din raionul Znameanka, regiunea Kirovohrad, Ucraina.

## Demografie
Componența lingvistică a localității Zelenîi Hai
     Ucraineană (93,57%)
     Rusă (3,93%)
     Română (1,79%)
Conform recensământului din 2001, majoritatea populației localității Zelenîi Hai era vorbitoare de ucraineană (93,57%), existând în minoritate și vorbitori de rusă (3,93%) și română (1,79%).